# Сива Река
Си́ва Река́ (болг. Сива река) — село в Хасковській області Болгарії. Входить до складу общини Свиленград.

## Населення
За даними перепису населення 2011 року у селі проживали 216 осіб.
Національний склад населення села:
| Національність   | Кількість осіб | Відсоток |
| ---------------- | -------------- | -------- |
| болгари          | 185            | 94,4%    |
| цигани           | 7              | 3,6%     |
| турки            | 4              | 2,0%     |
| інша             | 0              | 0%       |
| не визначились   | 0              | 0%       |
| Всього відповіли | 196            |          |

Розподіл населення за віком у 2011 році:
Динаміка населення: